# Bund der St. Sebastianus Schützenjugend
Der Bund der St. Sebastianus Schützenjugend (BdSJ) ist der Jugendverband des Bundes der historischen deutschen Schützenbruderschaften e. V. Dem BdSJ gehören rund 34.000 Jung- und Schülerschützen an. Der BdSJ ist Mitglied im Bund der Deutschen Katholischen Jugend.

## Struktur

### Bruderschaft/Ortsebene
Die Mitgliedschaft im BdSJ beginnt in der Bruderschaft, denn alle Mitglieder einer Bruderschaft unter 24 Jahren sind automatisch Mitglied im Bund der St. Sebastianus Schützenjugend. Die Schützenjugend vor Ort wird durch einen von dessen Mitgliedern gewählten Jungschützenvorstand geleitet. Die Ausgestaltung eines Vorstandes kann von Bruderschaft zu Bruderschaft abweichen, idealerweise besteht sie aus Jungschützenmeister, einem Stellvertreter, Kassenwart, einem Schülerschützenvertreter u. U. Damenvertreter und/oder Fahnenschwenkermeister. Alternativ bestehen auch Zusammensetzungen, in denen es mehrere Jungschützenvereinigungen in einer Bruderschaft gibt. Diese haben dann ihre eigenen Vorstände, wobei zumeist der 1. Vertreter dieser Verbindungen dem Jungschützenmeister unterstellt ist. In der Regel sind der Präses und der Brudermeister geborene Mitglieder im Vorstand. Für ein Jahr gehören auch der Schülerprinz und der Jungschützenkönig dem Vorstand an. (Alle Ämter und Würden sind geschlechtsneutral.)

### Bezirksverband/Mittlere Ebene
Der Bezirksverband ist der regionale Zusammenschluss der Bruderschaften in einem Bezirk. Die Zuordnung wird vom Bund der historischen deutschen Schützenbruderschaften vorgenommen und richtet sich nach keinen politischen oder kirchlichen Grenzen. Der BdSJ-Bezirksverband wird durch den Bezirksjungschützenrat geleitet, der aus den Jungschützenmeistern der Bruderschaften gebildet wird. Ihm steht der Bezirksjungschützenvorstand mit dem Bezirksjungschützenmeister vor. Einmal jährlich findet das Bezirksprinzenschießen statt, bei dem die jeweils amtierenden Schülerprinzen beziehungsweise Prinzen in einen sportlichen Schießwettbewerb um den Titel des Bezirksschülerprinzen beziehungsweise Bezirksprinzen kämpfen.

### Landesbezirksverband
Im BdSJ Diözesanverband Münster gibt es die Besonderheit, dass dieser zusätzlich in drei Landesbezirke unterteilt ist, die Landesbezirke Niederrhein, Münster und Oldenburger Münsterland / Hümmling. Diese sind der Ebene des Bezirksverbands übergeordnet, die ihre eigene Prinzen und Könige ausschießen. Sie verwalten sich selber und bilden den gesamten Diözesanverband Münster, um so die Ziele des Verbandes über die unterschiedlichen Regionen und zwei Bundesländer hinweg umsetzen zu können. Die jeweiligen Landesjungschützenmeister sind Mitglieder des Diözesanvorstandes und stellen somit eine Vertretung der Bezirksverbände ihres Landesbezirkes im BdSJ – Diözesanvorstand. Aufgrund der historisch unterschiedlichen Struktur und der Verbundenheit der ortsansässigen Schützenbruderschaften und Schützenvereine zum BHDS sind die Landesbezirke (LBZ) verschieden groß. Während der LBZ Oldenburger Münsterland / Hümmling aus drei Bezirksverbänden besteht, sammeln sich im LBZ Niederrhein sieben Bezirksverbände. Jährlich richtet jeder Landesbezirk ein eigenes Prinzenschießen bzw. ein Landesschützenfest aus.

### Diözesanverband
Der Diözesanverband gliedert sich aus den Bezirksverbänden, die sich im Bereich der einzelnen Bistümer befinden. Der Diözesanverband wird wie der Bezirksverband durch den Diözesanjungschützenrat geleitet, dem auch die Wahl des Diözesanvorstandes obliegt. Dem Diözesanvorstand steht der Diözesanjungschützenmeister vor. Der Diözesanverband ist für verschiedenen Schulungen verantwortlich z. B. Gruppenleiter, Ferienleiter etc. Die Bildungsarbeit wird in der Regel von einem Bildungsreferenten unterstützt. Der Diözesanverband veranstaltet jährlich verschiedene Veranstaltungen so beispielsweise eine Wallfahrt und den Diözesanjungschützentag. Diese Veranstaltungen werden zumeist durch Ortsgruppen oder Bezirksverbände ausgerichtet.

### Bundesverband
Der Bundesverband ist der Zusammenschluss der derzeit sechs Diözesanverbände Aachen, Essen, Köln, Münster, Paderborn und Trier. Er wird durch den Bundesjungschützenrat geleitet, dem die Diözesanjungschützenmeister angehören. Ihm steht der Bundesjungschützenmeister vor. Dieses Amt ist derzeit vakant. Bundesjungschützenpräses, also der geistliche Leiter, ist Jörg Plümper. Der Bundesverband organisiert die Bundesjungschützentage und Projekte auf Bundesebene.

## Altersklassen

### Schülerschützen
Die Schülerschützen sind die Mitglieder im Alter bis zu 15 Jahren. Ein Mindestalter gibt es nicht, jedoch ist der Umgang mit dem Luftgewehr erst ab 12 Jahren unter der Aufsicht von entsprechend geschulten Jugendleitern bzw. Jugendschießleitern möglich. Die Schülerschützen ermitteln aus ihren Reihen den Schülerprinzen.

### Jungschützen
Jungschützen sind die Mitglieder im Alter von 16 bis 24 Jahren. Die Jungschützen ermitteln aus ihren Reihen den Jungprinzen.

### Bambini- bzw. Tellschützen
In einigen Diözesanverbänden (u. a. Köln) etabliert sich seit einigen Jahren eine dritte Altersklasse. Diese ist unterhalb der Schülerschützen angesiedelt um die unter 12-Jährigen an das Schützenwesen heranzuführen. Aus ihren Reihen ermitteln sie den Bambini- bzw. Tellprinzen.
Im Herbst 2017 wurde auf dem Bundesjungschützenrat die Einführung eines Bambiniprinzen auf Bundesebene zum Jahre 2019 beschlossen.

## Leitsatz
Der Leitsatz der Schützenjugend lautet Für Glaube, Sitte und Heimat.

## Schutzpatron
Der Schutzpatron des BdSJ ist der heilige Sebastian.

## Jungschützentage

### Bezirksjungschützentag
Je nach Stärke des jeweiligen Bezirksverbandes wird einmal im Jahr ein Bezirksjungschützentag ausgerichtet, dieser kann auch zusammen mit den Schützen des BHDS in einem gemeinsamen Bezirksfest stattfinden. An diesem Tag treten alle Schülerprinzen und Prinzen der dem Bezirk angehörenden Bruderschaften an, um die Würde des Bezirksschülerprinzen oder des Bezirksprinzen zu erlangen. In der Regel werden auch noch andere Wettkämpfe durchgeführt, so z. B. Fahnenschwenken/Fahnenschlagen, Cup-Schießen und Spielstraße.

### Diözesanjungschützentag
Die Diözesanverbände richten einmal jährlich in ihrer Diözese einen Diözesanjungschützentag aus, um dessen Ausrichtung sich die Bruderschaften und Bezirksverbände bewerben können. An diesem Tag treten alle Bezirksschülerprinzen und Bezirksprinzen an, um die Würde des Diözesanschülerprinzen oder des Diözesanprinzen zu erlangen. Auf den Diözesanjungschützentagen haben auch die Fahnenschwenker/Fahnenschläger ihren Raum. Hier treten die Fahnenschwenker/Fahnenschläger in verschiedenen Altersklassen an.

### Bundesjungschützentage
Wie die Diözesanverbände, so richtet auch der Bundesverband einmal jährlich die Bundesjungschützentage (auch kurz BJT) aus. Hier kommen nicht nur die Qualifikanten aus den diözesanen Prinzenwettbewerben zusammen, sondern auch viele andere Jung- und Schülerschützen. Die Bundesjungschützentage sind auch ein Fest der Begegnung. Viele Freundschaften unter einzelnen Jungschützengruppen sind und werden hier geknüpft. Die Ausrichtung obliegt den Diözesanverbänden im Wechsel. In den letzten Jahren wurde es aufgrund verschärfter Auflagen in Nordrhein-Westfalen zunehmend schwerer Ausrichter zu finden, im Jahre 2011 wurde daher der Bundesjungschützentag kurzfristig nach Löningen-Elbergen in den DV Münster dem Landesbezirksverband Oldenburger Münsterland / Hümmling vergeben und fand somit in Niedersachsen statt. Innerhalb von nur 100 Tagen gelang es den Ausrichtern dort eine Ersatzveranstaltung mit den notwendigen Anforderungen auf die Beine zu stellen. Am 20. Juli 2016 wurde bekannt, dass die Bundesjungschützentage 2017 nicht in Sinzig stattfinden. Als Grund wurde genannt, dass die finanziellen Risiken zu groß gewesen seien.

#### Liste vergangener Bundesjungschützentage (seit 2002)
| Jahr      | Ort                                            | Diözesanverband |
| --------- | ---------------------------------------------- | --------------- |
| 2002      | Molbergen                                      | DV Münster      |
| 2003      | Würselen                                       | DV Aachen       |
| 2004      | Wachtberg                                      | DV Köln         |
| 2005      | Kaisersesch                                    | DV Trier        |
| 2006      | Duisburg                                       | DV Essen        |
| 2007      | Ostenland                                      | DV Paderborn    |
| 2008      | Emmerich am Rhein                              | DV Münster      |
| 2009      | Gemünd/Schleiden                               | DV Aachen       |
| 2010      | Zülpich                                        | DV Köln         |
| 2011      | Löningen-Elbergen                              | DV Münster      |
| 2012      | Daun/Eifel                                     | DV Trier        |
| 2013      | Salzkotten                                     | DV Paderborn    |
| 2014      | Damme                                          | DV Münster      |
| 2015      | Petersdorf                                     | DV Münster      |
| 2016      | Wissen                                         | DV Köln         |
| 2017      | Langenfeld-Richrath                            | DV Köln         |
| 2018      | Stukenbrock-Senne                              | DV Paderborn    |
| 2019      | Köln-Lövenich                                  | DV Köln         |
| 2020/2021 | ausgefallen, bedingt durch die Corona-Pandemie |                 |
| 2022      | Emstek                                         | DV Münster      |
| 2023      | Kirchborchen                                   | DV Paderborn    |

## Wettbewerbe

### Bundesprinzenschießen
Wie bereits mehrfach ausgeführt ermitteln die Bruderschaften in den einzelnen Klassen ihren Prinzen. In der Altersgruppe der 12- bis 15-Jährigen wird jährlich der Schülerprinz, in der Altersgruppe der 16- bis 24-Jährigen der Jugendprinz ermittelt. Innerhalb von 5 Minuten müssen mit dem Luftgewehr drei Wertungsschüsse auf eine Schießkarte abgegeben werden. Maximal können 30 Ringe erreicht werden. Beide qualifizieren sich für das Bezirksprinzenschießen in der jeweiligen Altersklasse, je nach stärke des Bezirkes und Struktur des Diözesanverbandes dürfen die besten Prinzen zum Diözesanjungschützentag, um dort unter sich den Diözesanschüler- und Diözesanjugendprinzen zu ermitteln. Auch hier besteht die Möglichkeit der weiteren Qualifikation. Die Sieger, wie aber unter Umständen auch die Nächstplatzierten (bestimmter Schlüssel pro Diözese) haben sich für das Bundesschülerprinzen- beziehungsweise Bundesprinzenschießen qualifiziert.
Eine Besonderheit zeigt sich auch hier im Diözesanverband Münster, neben der Qualifizierung für das Diözesanprinzenschießen besteht hier auch die Möglichkeit, sich für das Landesprinzenschießen des jeweiligen Landesbezirkes zu qualifizieren, Auswirkungen auf den Diözesanjungschützentag ergeben sich jedoch für die Teilnehmer nicht.
Zurzeit wird im Bundesvorstand aber auch in den Diözesen über die Einführung eines Bambinischießens mit dem Lasergewehr für Kinder diskutiert.

### BJT-Cup
Beim Bundesjungschützentag findet jährlich der BJT-Cup statt, die genauen Vorgaben werden in jedem Jahr in einer gesonderten Ausschreibung allen Bruderschaften per Mail mitgeteilt.
Einige Diözesen richten an ihren Diözesanjungschützentagen ebenfalls DJT-Cups aus, diese unterliegen einer eigens von der jeweiligen Diözese aufgestelltem Reglement.

### Fahnenschwenken
Das Fahnenschwenken stellt die Fesselung und Entfesselung des heiligen Sebastian dar. Hier werden drei Arten unterschieden: rheinische Art, niederrheinisch, Münsterländer Fahnenschlag.
Somit stellt auch hier der Diözesanverband Münster mit den regionaltypischen Schwenk- und Schlagarten eine Besonderheit dar. In verschiedenen Altersgruppen werden Synchronität, Haltung usw. bewertet.

## Orden und Auszeichnungen

### Bundesauszeichnungen BdSJ
Der BdSJ hat seine eigenen Auszeichnungen, wobei hier im Rahmen der Bundesauszeichnungen eine enge Anlehnung an den BHDS gegeben ist. Es wird auf der Bundesebene in drei Kategorien des Jugendverdienstorden unterschieden:
1. Jugendverdienstorden in Bronze
Die Auszeichnung kann einem Mitglied verliehen werden, das sich im Sinne des Leitsatzes
des Bundes um die Schützenjugend verdient gemacht hat.
2. Jugendverdienstorden in Silber
Die Auszeichnung kann einem Mitglied verliehen werden, das sich im Sinne des Leitsatzes
des Bundes um die Schützenjugend besonders verdient gemacht hat.
3. Jugendverdienstorden in Gold
Die Auszeichnung kann einem Mitglied verliehen werden, das sich im Sinne des Leitsatzes
des Bundes um die Schützenjugend hervorragend verdient gemacht hat. Zur Vergabe bedarf es der zustimmenden Mehrheit der abgegebenen schriftlichen Stimmen des Bundesvorstandes des BdSJ.

### Diözesanauszeichnungen BdSJ
Neben den Orden der Bundesebene gibt es in einigen Diözesen auch eigene Diözesanjugendverdienstorden. Vorreiter dieser Auszeichnung ist der BdSJ Diözesanverband Paderborn, hier gibt es für Jugendliche zwei Auszeichnungen.
1. Diözesanverdienstorden der Jugend in Bronze
Der Diözesanverdienstorden in Bronze kann an Mitglieder der örtlichen Schützenjugend verliehen werden, die sich innerhalb ihrer Gemeinschaft Verdienste erworben haben. Diese Verdienste müssen uneigennütziger Natur sein und sollten auf andere Mitglieder der Schützenjugend beispielhaft und nachahmenswert sein. Die Verdienste können auch in einem beständigen Einsatz und Mittun innerhalb der Schützenjugend bestehen.
2. Diözesanverdienstorden der Jugend in Silber
Der Diözesanverdienstorden in Silber kann an Mitglieder der Schützenjugend verliehen werden, die sich innerhalb der Orts-, Bezirks- und Diözesanebene des Verbandes Verdienste erworben haben. Auch diese Verdienste müssen uneigennütziger Natur sein und sollten auf andere Mitglieder der Schützenjugend beispielhaft und nachahmenswert sein. Die Verdienste können auch in einem beständigen Einsatz und Mittun innerhalb der Schützenjugend bestehen.
In anderen Diözesen wie z. B. dem BdSJ Diözesanverband Münster wurde auf der Diözesanjungschützenratssitzung im November 2013 eine Verleihungsbestimmung beschlossen. Im März 2014 wurden die neuen Diözesan-JVO vorgestellt werde und können ab Juni 2014 durch die Bruderschaften beim Diözesanverband bezogen werden. Im Gegensatz zu den sonst üblichen Darstellungen des St. Sebastian auf den Verdienstorden des Bundes und anderer Diözesen stellt Münster seine Besonderheit der drei Landesbezirke mit eigenen Wappen dar.

### Fahnenschwenkerauszeichnungen
Neben den Jungschützen haben auch Fahnenschwenker die Möglichkeit für ihre Verdienste ausgezeichnet zu werden. Der BdSJ zusammen mit dem BHDS bietet für Fahnenschwenker folgende Auszeichnungen an.
1. Fahnenschwenkerverdienstorden in Bronze
Die Auszeichnung kann einem Mitglied für Leistungen im Fahnenschwenken oder Verdienste um das Fahnenschwenken verliehen werden, die auf der Ebene von Bruderschaft und/oder Bezirksverband erbracht bzw. erworben wurden.
2. Fahnenschwenkerverdienstorden in Silber
Die Auszeichnung kann einem Mitglied für Leistungen im Fahnenschwenken oder Verdienste um das Fahnenschwenken verliehen werden, die auf der Ebene von Bezirks- und/oder Diözesanverband erbracht bzw. erworben wurden.
3. Fahnenschwenkerverdienstorden in Gold
Die Auszeichnung kann einem Mitglied für Leistungen im Fahnenschwenken oder Verdienste um das Fahnenschwenken verliehen werden, die auf der Ebene des Bundes und/oder darüber hinaus auf nationaler und/oder internationaler Ebene wiederholt erbracht
bzw. erworben wurden.
Im BdSJ Diözesanverband Münster (Landesbezirk Niederrhein) gibt es eine besondere Auszeichnung für die dortigen Fahnenschwenker. Dort wird die Walter-Fischer Ehrenplakette an Fahnenschwenker und Schützen übergeben, die sich in besonderer Weise um das Niederrheinische Fahnenschwenken verdient gemacht haben.